# Дюбюк, Александр Иванович
Александр Иванович Дюбюк (фр. Alexandre Dubuque; 20 февраля [3 марта] 1812, Москва — 27 декабря 1897 [8 января 1898], Москва) — русский пианист, композитор и музыкальный педагог.

## Биография
Родился в Москве 20 февраля (3 марта) 1812 года — сын маркиза-эмигранта Жана-Луи Бернь-Дюбюка де Бримо (Jean-Louis Berng-Dubuc de Brimeau), бежавшего из революционной Франции и осевшего в начале XIX века в России. По сообщению современного исследователя, Наполеон I был женат на двоюродной тётке Дюбюка. Внук, Евгений Фёдорович Дюбюк в своём дневнике передаёт рассказ (от 31 августа 1916 года) своего дяди, Флорентия Александровича:

Прадед твой имел в Париже 2 дома и имение Бримо <отсюда Дюбюк-де-Бримо> в 20 верстах от Парижа. Был он человек очень образованный, легитимист и вольтерьянец. Состоял флигель-адъютантом при Людовике XVI, способствовал его бегству. Потом, когда Людовиг был схвачен, бежал из Франции, а имущество его было конфисковано. Поселился он в Берлине. Там давал уроки. Здесь же его пригласила гувернёром к своим детям графиня Орлова-Давыдова, которая и увезла его в Орловскую губернию. Прадед копил жалование и лет через 5 уехал в Рязань, где и открыл пансион. Потом переехал в Москву, тут он женился на дочери Делесаля, содержателя мужского и женского пансиона. Потом этот пансион был Перепёлкиной и затем Брюханенко. В холерный год (1831–й) прадед умер одним из первых, оставив в наследство сыну своему Александру Ивановичу дом на Шаболовке, 1 р. денег ассигнациями, 4–х летнего брата <Константина> и двух крепостных, приписанных к дому — эфиопа и эфиопку…
Общее образование получил в московском пансионе своего отца. Музыке обучался у Джона Филда (Филд занимался с ним бесплатно по собственной инициативе), став одним из лучших его учеников. Потеряв отца, был вынужден искать самостоятельный заработок: был смотрителем в холерной больнице, затем — подкопиистом «Комиссии по осмотру разрешительных и запретительных книг», председателем которой был вице-губернатор Брусилов. Спустя некоторое время перестал ходить на службу и через 7 лет «был уволен со службы без прошения по 3–му пункту». Однако один высокопоставленный чиновник, который оценил музыкальный талант Дюбюка, приказал засчитать тому все 7 лет его службы, выдать жалование за всё это время, произвести последовательно в чины копииста, подканцеляриста и канцеляриста и с этим чином уволить в отставку. 
Стал известным музыкальным педагогом и при основании Московской консерватории был приглашён Николаем Рубинштейном в число преподавателей; вёл один из фортепианных классов в 1866—1872 годах. В дальнейшем давал частные уроки. Среди учеников Дюбюка были, в частности, Милий Балакирев, Николай Зверев, Герман Ларош, Николай Кашкин, Леонид Малашкин; в 1886 году у него занимался Матвей Пресман, вспоминавший.:

Ходил он в стоптанных мягких домашних туфлях, в старом полинявшем и потёртом халате, из кармана которого выглядывал громадный с красными разводами носовой платок. Папирос Дюбюк не курил, но зато нюхал табак, следы которого были у него особенно ясно видны под носом, а также на халате, о который он всегда после понюшки табака вытирал свои пальцы. <…> По его внешнему виду никак нельзя было сказать, что он имеет какое-либо отношение к пианизму. Трудно было себе вообще представить его играющим на фортепиано. <…> То, что я услыхал, так поразило меня, что я, затаив дыхание, с раскрытым ртом и удивлённым лицом весь превратился в слух. Меня глубоко поразило то, что у этого тучного старика его толстые, как огурцы, пальцы бегали с такой лёгкостью и чёткостью, а старый, вдребезги разбитый инструмент поразительно красиво пел. <…> Особый интерес представляла для меня его трактовка Концерта Фильда, который сам Дюбюк проходил ещё с Фильдом. Он внёс в его исполнение много интересных, даже не напечатанных в нотах деталей, а исполнением своего этюда «Les mouches» просто поразил меня: я никак не мог себе представить, что в таком возрасте и при такой внешности можно было нарисовать такую картину полёта и жужжания мух.
Как исполнитель Дюбюк, по оценке «Музыкальной энциклопедии»,

внёс в русский пианизм характерные особенности филдовского исполнительского стиля: классическую уравновешенность, идеальную выровненность звучания и связанные с ней приёмы «жемчужной игры», a также салонную элегантность, нежную мечтательность, близкую сентиментализму.

Написал теоретическое пособие «Техника фортепианной игры» (1866, три прижизненных переиздания), принятое в качестве руководства в Московской консерватории. Оставил воспоминания о своём учителе Филде («Книжки Недели», 1898, декабрь).
Дюбюк был трижды женат. Из его 16 детей до взрослого возраста дожили лишь шестеро. В старости проживал с младшей дочерью Марией Александровной, тоже ставшей музыкальным педагогом. Его сыном был фотолюбитель и изобретатель В. А. Дюбюк.

Могила на Ваганьковском кладбище

Похоронен на Ваганьковском кладбище (2 уч.), ему поставили белый мраморный крест и мраморную лиру. В 1930-х годах его могила с надгробием исчезла. Историк московских некрополей М. Д. Артамонов нашёл место захоронения музыканта. Российский фонд культуры принял решение обозначить это место памятным знаком.

## Творческое наследие
Дюбюку принадлежит значительное количество фортепианных пьес и этюдов. Особенно многочисленны его фортепианные переложения: в частности, 40 песен Франца Шуберта, произведения Александра Алябьева, Никколо Паганини, отрывки из оперы Алексея Верстовского «Аскольдова могила» и др. Особое внимание Дюбюк уделял русским народным песням и цыганским романсам, аранжируя их для фортепиано и для голоса с фортепиано. Он, в частности, выпустил два сборника «Собрание русских песен с вариациями для фортепиано» (1855).
Собственные песни и романсы Дюбюка, как пишут современные исследователи его творчества,

составляли добрую половину репертуара знаменитых цыганских хоров и их солистов. Они звучали в увеселительных садах и ресторанах, в императорских театрах и концертных залах, их заигрывали шарманки и пели нищие уличные певцы.

Творческое содружество связывало Дюбюка с наиболее значительными русскими поэтами середины XIX века, чьи стихи он положил на музыку; Евдокия Ростопчина, как сообщается, написала несколько стихотворений специально для романсов Дюбюка.

## Список романсов
- Ах вы годы, мои годы. Слова Л. А. Мея
- Ах, Настасья, ты Настасья. Слова народные
- Ах, не спится, мне не спится. Слова С. Сельского
- Ах, мороз, морозец. Слова Ваненко (псевдоним И. Башмакова)
- Ах, люби меня без размышлений. Слова А.Майкова
- Без неё скучно в свете житье. Слова С. Сельского
- Век буду любить. Слова Е. Ростопчиной
- Весёлый час. Слова А. Кольцова
- Во лесочек я ходила. Слова Т. Шевченко
- Вот в воинственном азарте. Слова В. Алферьева
- Вызов. Слова Я. Полонского
- Гадание. Слова Я. Полонского
- Голубка Маша. Слова Н. Цыганова
- Голубые весенние глазки
- Горькая доля. Слова А. Кольцова
- Дай мне ручки
- Два прощания. Слова А. Кольцова
- Девица-красавица
- Дума. Слова А. Кольцова
- Если встречусь с тобой. Слова А. Кольцова
- Ехали ребята из Нова-города. Слова народные
- Женитьба Павла. Слова А. Кольцова
- «Заздравный кубок» Слова А. Пушкина
- Замолчи, не пой напрасно. Слова Е. Ростопчиной
- Как мила моя Манола. Слова Н. Бергальского
- Крамбамбули. Слова Н. Языкова
- Кубок янтарный. Слова А. Пушкина и И. Башмакова
- Люблю я игривые ласки. Слова В.Чуевского
- Любушка-голубушка. Слова Ф. Благонравова
- Моя душечка. Слова С. Писарева
- Милочка. Слова неизвестного автора
- Много добрых молодцов. Слова В. А. С.
- На дворе метель и вьюга. Слова А. Жаркова
- Не за россыпь кудрей. Сл. В. Чуевского
- Не брани меня, родная. Слова А. Разорёнова
- Не обмани. Сл. Г. Гейне, пер. В. Костомарова
- Не тверди. Слова П. Муратова
- Не ты ль, незримая, казалась. Сл. Ф. Благонравова
- Не ходи ты за мной. Сл. Н. Толстого
- Нет… нет… нет! Он меня не любит. Сл. А. Тригорьева
- О, не кажи улыбки страстной. Сл. А. Кольцова
- Он меня полюбил. Сл. И. Явленского
- Оставь меня. Сл. Г. Новосельского[7]
- Печаль. Слова М. Своехотова
- Поднялась погодка. Слова И. Лажечникова
- Полечу в объятья к ней. Слова А.Кольцова
- Помнишь, как, бывало. Слова А. Жаркова
- По-над Доном сад цветет. Слова А. Кольцова
- Посиди, побудь со мной. Слова С. Сельского
- Поцелуй же меня, моя душечка. Слова С. Писарева [8]
- Приголубь меня, моя душечка.
- Птичка. Слова В. Чуевского
- Размолодчики. Слова народные
- Роза. Перевод с персидского Васильева
- Сарафанчик-расстеганчик. Слова А. Полежаева
- Свеж и душист твой роскошный венок. Слова А. Фета
- Серенада. Сл. А. Фета
- Совсем стал не такой.
- Течёт речка по песочку... Слова Н. Цыганова
- Ты и вы. Слова П. Беранже, пер. Д. Ленского
- Ты почувствуй, дорогая. Слова С. Митрофанова
- Улица, улица, ты, брат, пьяна. Слова Василия Сиротина.
- Хочется мне вырваться из железной клетки. Слова С. Сельского
- Хуторок. Слова А. Кольцова
- Цветок. Слова А. Кольцова
- Черные глаза. Слова А. Кольцова
- Что ты, соловьюшко. Слова Н. Цыганова
- Я любила его. Слова А. Кольцова
- Я цыганка, быть княгиней. Слова С. Сельского

## Судьба творчества
Песни и романсы Дюбюка в дальнейшем входили в репертуар таких известных исполнителей, как Фёдор Шаляпин, Софья Преображенская, Александр Бантышев (с которым он выступал и в качестве концертмейстера), Павел Бабаков, Юрий Морфесси, Андрей Лабинский, Нина Дулькевич, Александр Бобровский, Надежда Обухова, Лилия Гриценко, Елена Образцова, Юрий Гуляев, Людмила Зыкина, Олег Погудин, Надежда Бабкина, Евгения Смольянинова, Дмитрий Шумейко.
Наследию Александра Ивановича Дюбюка посвящена книга «Романсы московского гуляки» из серии «Собрание старинных русских романсов», в которой авторы-составители Елена и Валерий Уколовы опубликовали множество романсов Дюбюка впервые после более чем столетнего перерыва и, помимо общего очерка жизни и творчества Дюбюка, подробно исследовали судьбу наиболее знаменитого его романса «Не брани меня, родная».